# Концелидзе, Алиосман Мемедович
Алиосман Мемедович Концелидзе (1923 год, АССР Аджаристан, ССР Грузия — 1992 год, село Цихисдзири, Аджария, Грузия) — колхозник колхоза имени Сталина Цихисдзирского района, Грузинская ССР. Герой Социалистического Труда (1949).

## Биография
Родилась в 1923 году в крестьянской семье предположительно в селе Цихисдзири. Окончил местную начальную школу. В послевоенное время трудился рядовым колхозником на чайной плантации в колхозе имени Сталина Цихисдзирского района.
В 1948 году собрал 6205 килограммов сортового зелёного чайного листа на участке площадью 0,5 гектара. Указом Президиума Верховного Совета СССР от 29 августа 1949 года удостоен звания Героя Социалистического Труда за «получение высоких урожаев сортового зелёного чайного листа и цитрусовых плодов в 1948 году» с вручением ордена Ленина и золотой медали «Серп и Молот» (№ 4649).
В последующем трудился в одном из предприятий бытового обслуживания.
После выхода на пенсию проживал в селе Цихисдзири. Скончался в 1992 году.